# Marengo (Illinois)
Pour les articles homonymes, voir Marengo.
Marengo est une petite ville du comté de McHenry, dans l'Illinois, aux États-Unis. Fondée en 1835, à proximité de la rivière Kishwaukee (en), elle est incorporée le 25 septembre 1893.

## Démographie
Lors du recensement de 2010, la ville comptait une population de 7 648 habitants. Elle est estimée, en 2016, à 7 445 habitants.

## Source de la traduction
- (en) Cet article est partiellement ou en totalité issu de l’article de Wikipédia en anglais intitulé « Marengo, Illinois » (voir la liste des auteurs).